# Carmelo Morra
Carmelo Morra (Monteleone di Puglia, 26 novembre 1944 – Monteleone di Puglia, 24 agosto 2015) è stato un politico italiano.

## Biografia
È stato sindaco del suo paese natale dal 1990 al 1995 con il PSDI e dal 2010 al 2015 e consigliere regionale in Puglia. Esponente di Forza Italia e successivamente del Popolo della Libertà, viene eletto consecutivamente al Senato alle elezioni politiche del 2001, 2006, 2008.
Ad inizio 2013 abbandona il Popolo della Libertà per aderire a Grande Sud di Gianfranco Miccichè.
Alle elezioni politiche del 2013 è ricandidato al Senato per Grande Sud in regione Puglia (al secondo posto, dietro ad Adriana Poli Bortone), tuttavia non viene rieletto.